# Locuras, tiros y mambo
 Locuras, tiros y mambo  es una película en blanco y negro de Argentina dirigida por Leo Fleider sobre el guion de Carlos A. Petit que se estrenó el 18 de octubre de 1951 y que tuvo como protagonistas a Los Cinco Grandes del Buen Humor, Blanquita Amaro y Margarita Padín.

## Sinopsis
Cinco amigos se unen a una cubana para enfrentar a una poderosa banda que quiere adueñarse del teatro en el que actúan.

## Reparto
- Rafael Carret ... Rafael
- Jorge Luz ... Jorge / Carmen Arraya
- Zelmar Gueñol ... Zelmar
- Guillermo Rico ... Guillermo
- Juan Carlos Cambón ... Juan Carlos / Candelaria
- Blanquita Amaro ... Blanquita "la Cubana de Fuego"
- Juan Verdaguer ... Don Luis
- Ángel Eleta ... Roberto
- Alejo Rodríguez Crespo
- Vicente Forastieri ... Matón de don Luis ...
- Carlos Bianquet
- Elizabeth del Río ... Lilí (cantante)
- Margarita Padín
- Warly Ceriani
- Gerardo Rodríguez

## Comentarios
King opinó en El Mundo:

”Lo esencial ha sido buscar el efecto cómico…apoyándose constantemente en lo convencional…vehículo vertiginoso…que llegará a destino con buenas dosis de carcajadas.”

Por su parte Manrupe y Portela escriben:

”Ágil y graciosa, con el grupo en buena forma y aprovechando la popularidad de Amaro. Además, un buen trabajo de Margarita Padín.”